# MacOS Server
macOS Server (ранее Mac OS X Server, OS X Server) — UNIX-подобная, серверная операционная система. Начиная с 2011 года (версии OS X 10.7), серверная редакция была встроена в обычную версию OS X.
Однако для настройки и управления сервером необходимо приобрести пакет управлением (server management app) OS X Server.
Включает в себя программы администрирования и управления рабочими группами. Эти программы обеспечивают упрощённый доступ к сетевым сервисам, таким как почтовый сервер, Samba сервер, LDAP, DNS и другим. Также включает в себя многочисленные дополнительные сервисы и программы для их управления, например, веб-сервер, вики-сервер, чат-сервер, календарь-сервер и множество других.
OS X Server была предустановлена на компьютеры Mac mini Server (до 2014 года) и Mac Pro Server (до 2013 года), позже программа управления сервером распространялась отдельно для использования на компьютерах Apple через App Store. Поддержка macOS Server прекратилась 21 апреля 2022 года.

## Локализация
В отличие от десктопной версии, macOS Server доступен лишь на десяти языках — на английском, голландском, испанском, итальянском, китайском (традиционном и упрощённом), корейском, немецком, французском и японском, в России macOS Server работает c ограниченным функционалом.

## Хронология версий macOS Server
| Номер версии                               | Дата выпуска     |
| ------------------------------------------ | ---------------- |
| Mac OS X Server 1.0                        | 16 марта 1999    |
| Mac OS X Server 10.0 (Cheetah Server)      | 21 мая 2001      |
| Mac OS X Server 10.1 (Puma Server)         | 25 сентября 2001 |
| Mac OS X Server 10.2 (Jaguar Server)       | 23 августа 2002  |
| Mac OS X Server 10.3 (Panther Server)      | 24 октября 2003  |
| Mac OS X Server 10.4 (Tiger Server)        | 29 апреля 2005   |
| Mac OS X Server 10.5 (Leopard Server)      | 25 октября 2007  |
| Mac OS X Server 10.6 (Snow Leopard Server) | 28 сентября 2009 |
| OS X 10.7 (Lion Server)                    | 20 июля 2011     |
| OS X 10.8 (2.0, Mountain Lion Server)      | 25 июля 2012     |
| OS X 10.9 (3.0, Mavericks Server)          | 23 октября 2013  |
| OS X 10.10 (4.0, Yosemite Server)          | 16 октября 2014  |
| OS X 10.11 (Server 5.0)                    | 16 сентября 2015 |
| OS X 10.11 (Server 5.1)                    | 21 марта 2016    |
| macOS 10.12 (Server 5.2)                   | 20 сентября 2016 |
| Server 5.3                                 | 27 марта 2017    |
| Server 5.3.1                               | 15 мая 2017      |
| Server 5.4                                 | 25 сентября 2017 |
| Server 5.5                                 | 24 января 2018   |
| Server 5.6                                 | 30 марта 2018    |
| Server 5.6.1                               | 16 апреля 2018   |
| Server 5.6.3                               | 17 сентября 2018 |
| Server 5.7.1                               | 28 сентября 2018 |
| Server 5.8                                 | 25 марта 2019    |
| Server 5.9                                 | 8 октября 2019   |
| Server 5.10                                | 1 апреля 2020    |
| Server 5.11                                | 14 декабря 2020  |
| Server 5.11.1                              | 28 апреля 2021   |
| Server 5.12                                | 8 декабря 2021   |
| Server 5.12.1                              | 10 января 2022   |
| Server 5.12.2 (последняя версия)           | 21 апреля 2022   |

## Прекращение поддержки
21 апреля 2022 г. Apple объявила о прекращении поддержки macOS Server и о том, что самые популярные функции (сервер кэширования, сервер общего доступа к файлам и сервер Time Machine) уже включены в каждую копию MacOS High Sierra и более поздних версий, поэтому клиенты по-прежнему будут иметь к ним доступ. Существующие клиенты macOS Server по-прежнему могут загружать и использовать приложение с macOS Monterey.